# آنجلیکی کاراپاتاکی
آنجلیکی کاراپاتاکی (انگلیسی: Angeliki Karapataki؛ زادهٔ ۱۹ فوریه ۱۹۷۵) بازیکن زن واترپلو اهل یونان است.
وی در مسابقات کشوری و بین‌المللی در مجموع برندهٔ ۱ مدال نقره شده‌است.